# Palatin (langue)
Pour les articles homonymes, voir Palatin et Francique palatin.

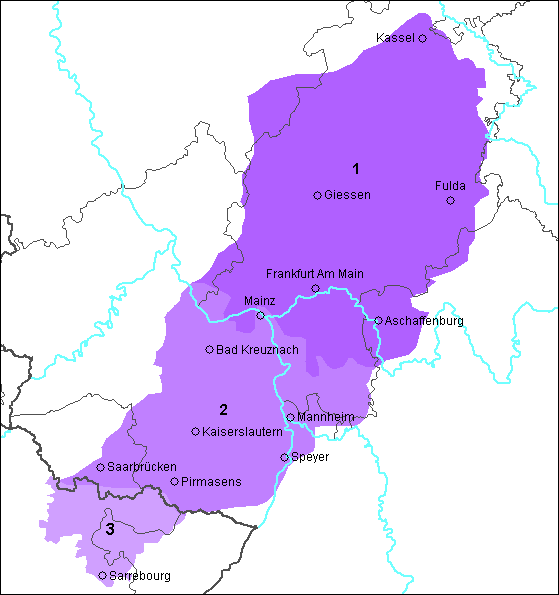
Carte (en allemand) des différents dialectes de type francique rhénan : 1 (hessois), 2 (palatin) et 3 (lorrain).

Le palatin  (Pfälzisch en allemand standard ; Pälzisch en palatin), ou plus précisément dans les classifications linguistiques francique rhénan du Palatinat, est un dialecte allemand parlé dans la vallée du Rhin, dans le Land de Rhénanie-Palatinat, entre les villes de Deux-Ponts (Zweibrücken), Alzey, Worms, Mannheim, Heidelberg, Spire, Wörth am Rhein et à la frontière des départements du Bas-Rhin et de la Moselle en France.
L'allemand de Pennsylvanie tire une partie de ses racines du francique et est apparenté au palatin.

## Caractéristiques linguistiques
| Palatin du Nord | Palatin de l'Ouest | Allemand                             | Néerlandais                           | Anglais                                    |
| --------------- | ------------------ | ------------------------------------ | ------------------------------------- | ------------------------------------------ |
| Mais            | Mais               | Mäuse                                | muizen (sg. muis)                     | mice (sg. mouse)                           |
| Lais            | Lais               | Läuse                                | luizen (sg. luis)                     | lice (sg. louse)                           |
| Grumbeer        | Grumbeer           | Kartoffel                            | aardappel                             | potato (vieil anglais eorþæppel, eorþperu) |
| Schnoog(e)      | Stechmigg          | Mücke                                | muskiet/mug                           | mosquito                                   |
| Bääm            | Bääm               | Bäume                                | bomen (sg. boom)                      | trees (racine saxonne dans beam)           |
| Schdää          | Schdää             | Stein                                | steen                                 | stone                                      |
| soi             | sei                | sein                                 | zijn                                  | his (vieil anglais aussi sīn)              |
| unser           | unser              | unsere                               | ons (vieux néerlandais unsa(r))       | our (vieil anglais ūser)                   |
| net/nit         | net                | nicht                                | niet                                  | not                                        |
| dowedder        | degeche            | (da)gegen (ancienne forme (da)weder) | tegen (vieux néerlandais aussi wiðar) | against (vieil anglais aussi wiþ, wiðer)   |
| Fusch           | Fisch              | Fisch                                | vis (anciennement visch)              | fish                                       |
| ebbes           | ebbes              | etwas                                | iets/wat                              | something                                  |
| Ärwett          | Arwett             | Arbeit                               | werk (aussi arbeid)                   | work (vieil anglais earfoðe, arfeðe)       |
| Dor             | Dor                | Tor                                  | deur                                  | door                                       |
| Abbel           | Abbel              | Apfel                                | appel                                 | apple                                      |
| hawwe           | hänn               | haben                                | hebben                                | have (vieil anglais habban)                |

- Une phrase en Vorderpfälzisch (palatin du Nord) : « Isch habb's'm schunn verzehlt, awwer där hot mer's nit geglawt. »
- En Westpfälzisch (palatin de l'Ouest) : « Ich häbb's'm schunn verzehlt, awwer er hat mer's net geglaabt. »
- En allemand : « Ich hab's ihm schon erzählt, aber er hat's mir nicht geglaubt. »
- En néerlandais : « Ik heb het hem toch verteld, maar hij heeft mij niet geloofd. »
- En vieux saxon des Pays-Bas : « Ik hebbiu it imu thôh fartald, ak he ne haƀed mi gilôƀid. »
- En vieil anglais/anglo-saxon : « Ic hæbbe hit him þéah forteald, ac he næfð me geléafed. »
- français : « Je lui ai pourtant dit, mais il ne m'a pas cru. »

Une autre 
- « Hasch a(ch) Hunger? » (Westpfälzisch)
- « Hoschd aa Hunger? » (Vorderpfälzisch)
- allemand : « Hast du auch Hunger? »
- néerlandais : « Heb je ook honger? »
- vieil anglais : « Hafastu éac hunger? »

- français : « As-tu aussi faim ? »

## Code
- Code de langue IETF : pfl